# Валух
Валух, валах, валушка — кастрированный баран.

## Получение и показатели продуктивности
Обычно в овчарнях, как племенных, так и шерстяных, из всех ягнят-баранчиков отбирают лучших для завода на племенное размножение, а остальных подвергают валушению (кастрации) для улучшения их мясных качеств. Этот отбор производится не раньше достижения ими возраста 4-6 недель, когда успеют уже достаточно выясниться качества шерсти и сложение баранчиков, чтобы в разряд предназначаемых в валухи не попали хорошо развитые ягнята, сколько-нибудь выдающиеся по своим достоинствам как производители. Отсрочки этого выбора до более старшего возраста следует избегать, так как чем баранчики моложе, тем лучше они выносят кастрацию, то есть валушение. Валухи, как и кастраты других видов сельхозживотных, быстро феминизуются и отличаются более кротким нравом, не дерутся между собою, обладают большою способностью к откорму, доставляют лучшего качества овчину и довольствуются менее сильным, более дешевым кормом, хотя, впрочем, иногда и дают меньше шерсти, чем бараны. Так, например по результатам наблюдений в Воронежской губернии с барана получали в среднем 20 фунтов шерсти, а с валуха — только 14 фунтов.

## Региональные особенности
В некоторых местностях (привислинских губерниях Польши) валухов совсем не держали в племенных овчарнях, а в шерстяных отбраковывали их уже в трехлетнем возрасте. Комиссия по исследованию овцеводства в Российской империи дала следующие данные о процентном отношении валухов к общему составу стада: в северо-западных губерниях — 23—25 %, в юго-западных — 29 %, в южных и степных чернозёмных — 18—35 %, или среднее по стране 24 %, и в привислянских 21—24 %. Бараны, кастрированные особым способом — закручиванием, называются в южных губерниях завертяями.